# Eunusa concolor
Eunusa concolor är en insektsart som beskrevs av Fonseca 1974. Eunusa concolor ingår i släktet Eunusa och familjen hornstritar. Inga underarter finns listade i Catalogue of Life.